# Schoenus trachycarpus
Schoenus trachycarpus är en halvgräsart som beskrevs av Ferdinand von Mueller. Schoenus trachycarpus ingår i släktet axagssläktet, och familjen halvgräs. Inga underarter finns listade i Catalogue of Life.